# Sainte-Gemme, Deux-Sèvres
Sainte-Gemme är en kommun i departementet Deux-Sèvres i regionen Nouvelle-Aquitaine i västra Frankrike. Kommunen ligger i kantonen Saint-Varent som tillhör arrondissementet Bressuire. År 2022 hade Sainte-Gemme 407 invånare.

## Befolkningsutveckling
Antalet invånare i kommunen Sainte-Gemme
| Referens: INSEE |